# اچ‌اس‌بی‌سی بانک کانادا

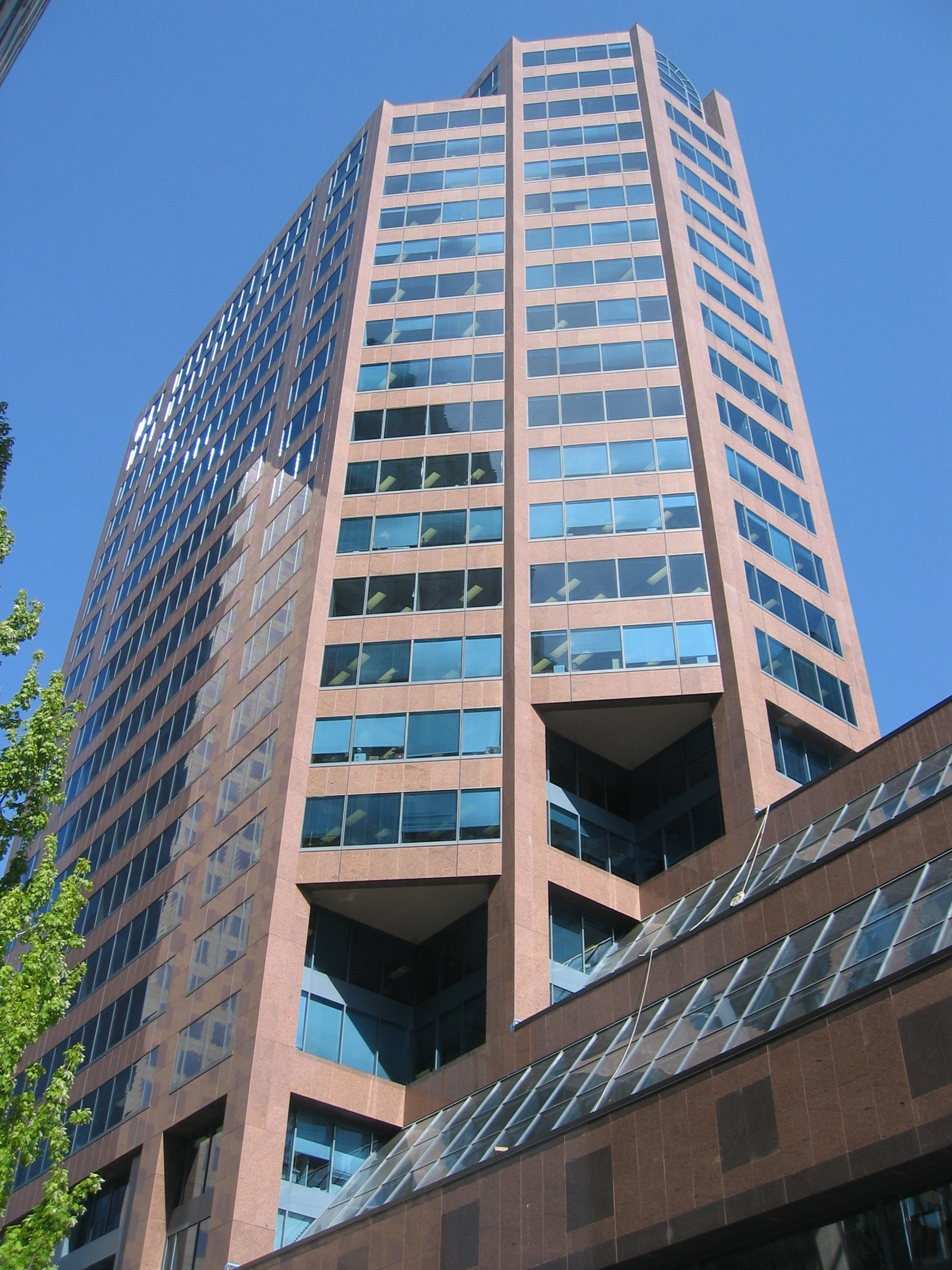
ساختمان بانک در کانادا

اچ‌اس‌بی‌سی بانک کانادا (فرانسوی: Banque HSBC Canada‎) شرکت خدمات مالی و بانکداری کانادایی است، که در سالر۱۹۸۱ تأسیس شد.